# Zyprischer Fußballpokal 1966/67
Der Zyprische Fußballpokal 1966/67 war die 25. Austragung des zyprischen Pokalwettbewerbs. Er wurde vom zyprischen Fußballverband ausgetragen. Das Finale fand am 2. Juli 1967 im GSP-Stadion von Nikosia statt.
Pokalsieger wurde Titelverteidiger Apollon Limassol. Das Team setzte sich im Finale gegen Alki Larnaka durch. Apollon qualifizierte sich durch den Sieg für den Europapokal der Pokalsieger 1967/68.
Alle Begegnungen wurden in einem Spiel ausgetragen. Bei unentschiedenem Ausgang wurde das Spiel um zweimal 15 Minuten verlängert. Stand danach kein Sieger fest, folgte ein Wiederholungsspiel auf des Gegners Platz.

## Teilnehmer
| First Division (12)                                                                                   | First Division (12)                                                                                               | Second Division (4)                                                  |
| --- | --- | -------------------------------------------------------------------- |
| - Alki Larnaka - Anorthosis Famagusta - AEL Limassol - APOEL Nikosia - Apollon Limassol - APOP Paphos | - Aris Limassol - EPA Larnaka - Nea Salamis Famagusta - Olympiakos Nikosia - Omonia Nikosia - Pezoporikos Larnaka | - ASIL Lysi - Enosis Neon Paralimni - EPA Limassol - Evagoras Paphos |

## 1. Runde
Die Spiele fanden am 10. Juni 1967 statt.
|                      | Ergebnis  |                       |
| -------------------- | --------- | --------------------- |
| AEL Limassol         | 1:1 n. V. | Omonia Nikosia        |
| Alki Larnaka         | 10:00     | EPA Limassol          |
| Anorthosis Famagusta | 1:0       | Enosis Neon Paralimni |
| ASIL Lysi            | 1:3       | Apollon Limassol      |
| Aris Limassol        | 1:4       | APOEL Nikosia         |
| EPA Larnaka          | 4:2       | APOP Paphos           |
| Evagoras Paphos      | 0:3       | Nea Salamis Famagusta |
| Olympiakos Nikosia   | 3:4       | Pezoporikos Larnaka   |

### Wiederholungsspiel
|                | Ergebnis |              |
| -------------- | -------- | ------------ |
| Omonia Nikosia | 1:0      | AEL Limassol |

## Viertelfinale
|                       | Ergebnis |                      |
| --------------------- | -------- | -------------------- |
| Apollon Limassol      | 3:1      | APOEL Nikosia        |
| Omonia Nikosia        | 0:1      | Anorthosis Famagusta |
| Pezoporikos Larnaka   | 5:1      | EPA Larnaka          |
| Nea Salamis Famagusta | 0:1      | Alki Larnaka         |

## Halbfinale
|                      | Ergebnis |                  |
| -------------------- | -------- | ---------------- |
| Anorthosis Famagusta | 0:1      | Apollon Limassol |
| Pezoporikos Larnaka  | 1:2      | Alki Larnaka     |

## Finale
| Paarung          | Apollon Limassol – Alki Larnaka |
| Ergebnis         | 1:0 (0:0) |
| Datum            | 2. Juli 1967 |
| Stadion          | GSP-Stadion, Nikosia |
| Tore             | 1:0 Antonis Panagides (76.) |
| Apollon Limassol | Papaionnou – Fassoulis, Andreas Georgiou – Kavazis, Andreas Themistokleous, Andreas Konstantinou – Dimitrakis, Michalis Krystallis, G. Vassileiadis, K. Vassileiadis, Antonis Panagidis. |
| Alki Larnaka     | Theodosis – Lefteris, Nikolis – Kokis, Alexandrou, Thanassis – Savvis, Panais, Leivadiotis, Ilias, Athanassis.                                                                           |